# Sōfuku-ji (Nagasaki)

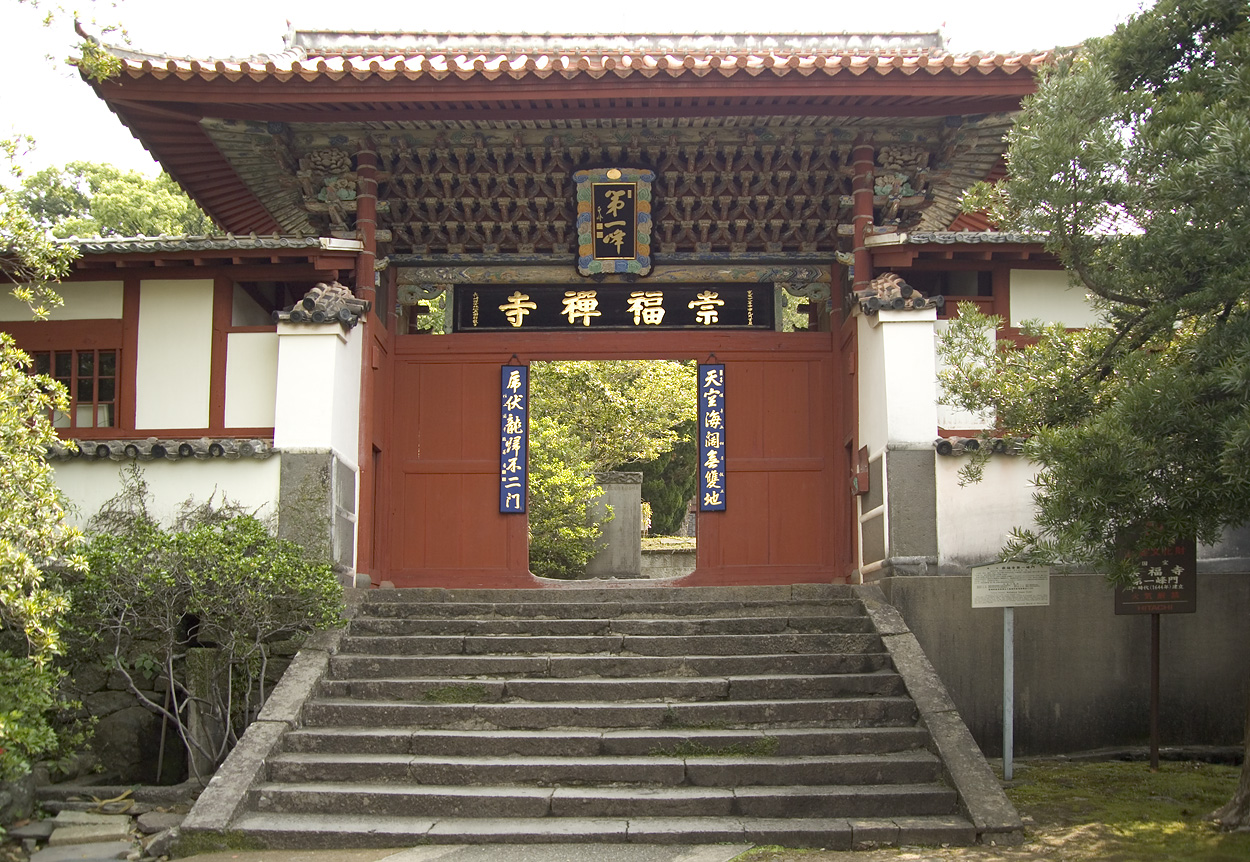
Il Daiippōmon, tesoro nazionale.

Sōfuku-ji (giapponese: 崇福寺) è un tempio zen della scuola Ōbaku fondata dal monaco cinese Chaonian nel 1629 come tempio di famiglia per i cinesi della provincia del Fujian che si erano stabiliti a Nagasaki.

## Descrizione
Due dei suoi edifici sono elencati nell'inventario dei monumenti storici giapponesi. Il cancello d'ingresso rosso e altre opere all'interno del complesso rappresentano rari esempi di architettura della Cina meridionale durante la dinastia Ming. Mazu, la dea del mare, è venerata nel masodo così come altre statue a grandezza naturale nell'edificio principale. Nel parco del tempio si trova un grande calderone fatto dal sacerdote residente Qianhai per cucinare il porridge per le persone che stavano morendo di fame durante la carestia del 1681. La festa cinese dell'O-Bon si tiene al tempio dal 26 al 28 luglio (del calendario lunare), con cinesi provenienti da tutto il Giappone per partecipare al culto degli antenati.

## Galleria d'immagini

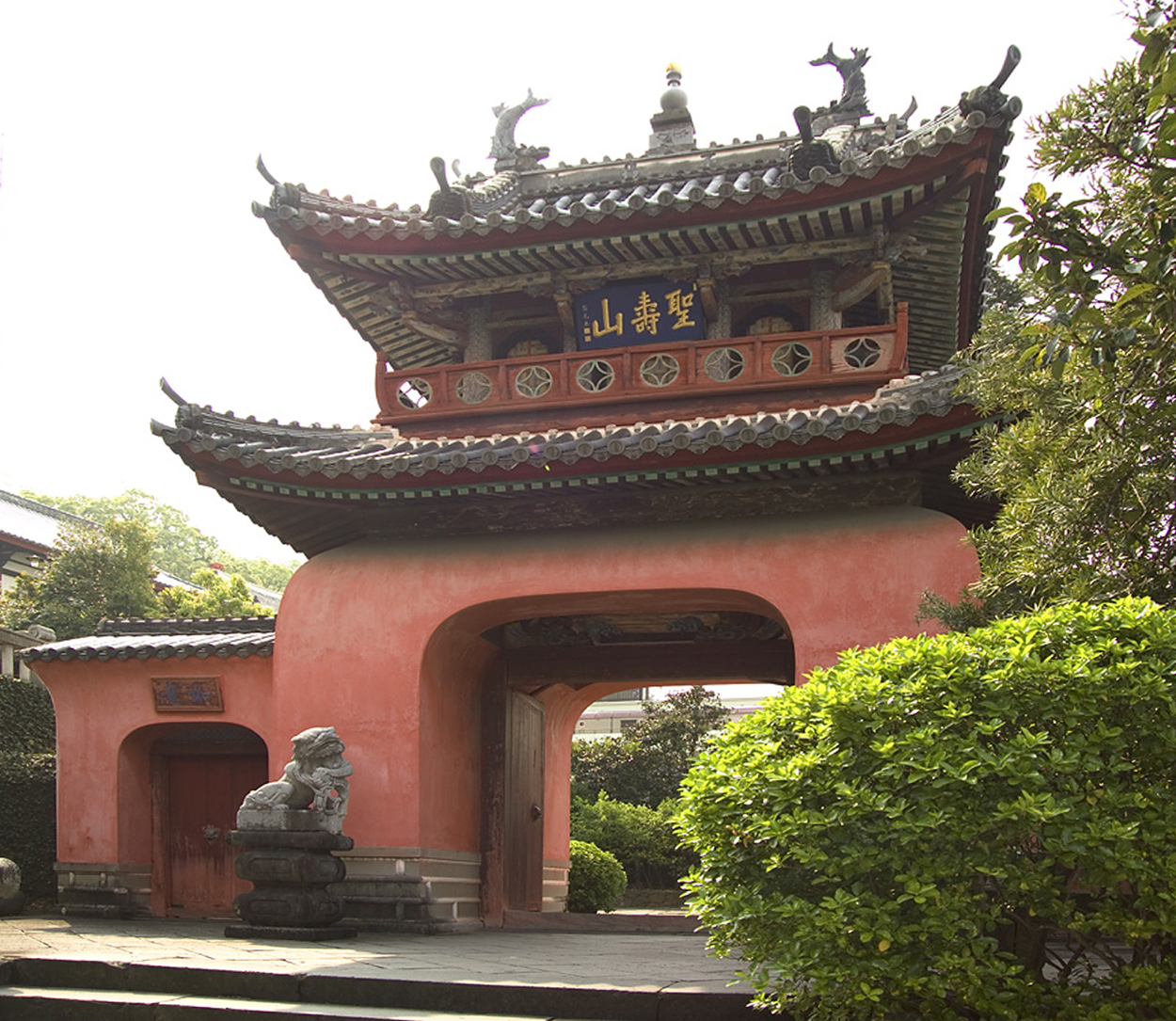
Sanmon
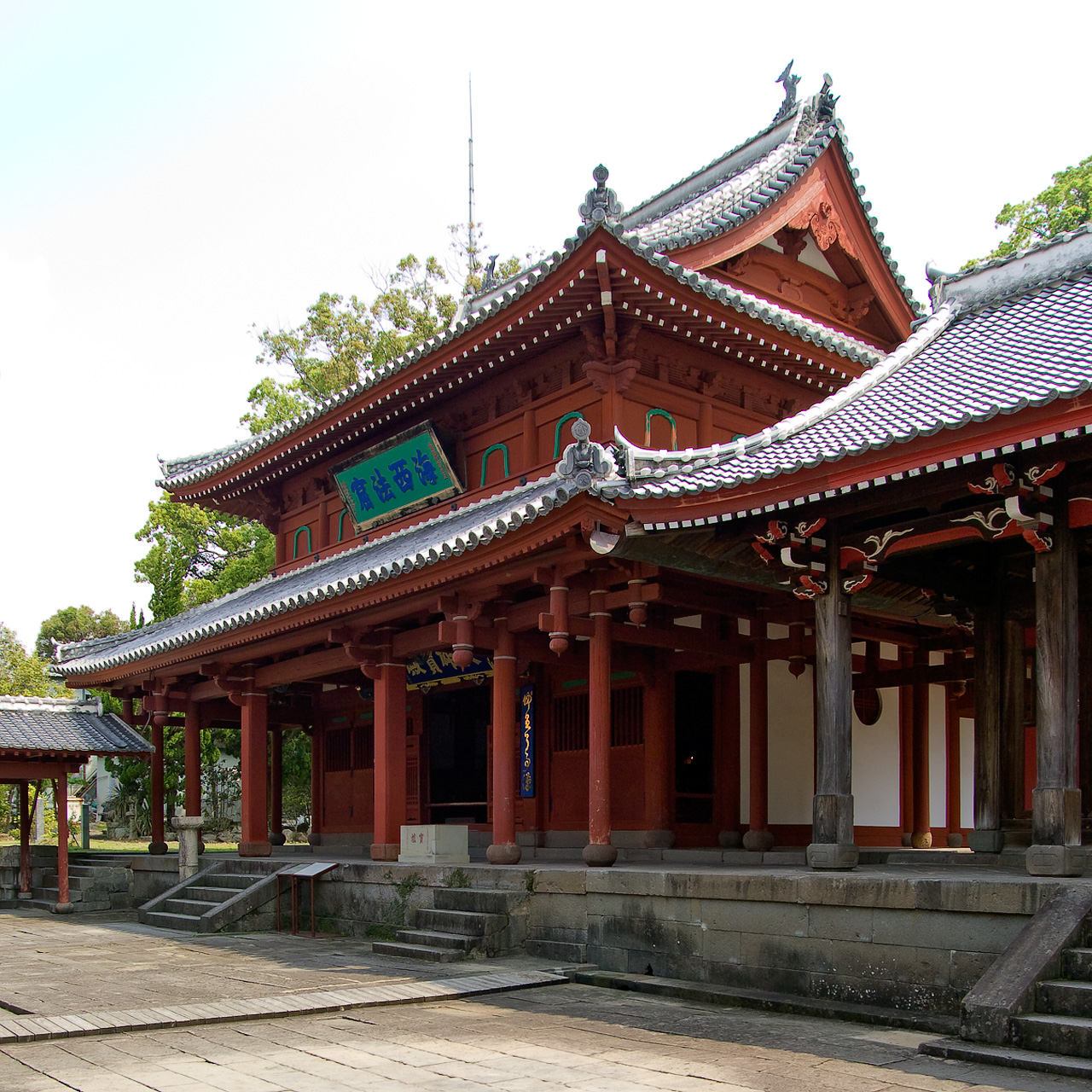
Il Daiippōmon, tesoro nazionale.
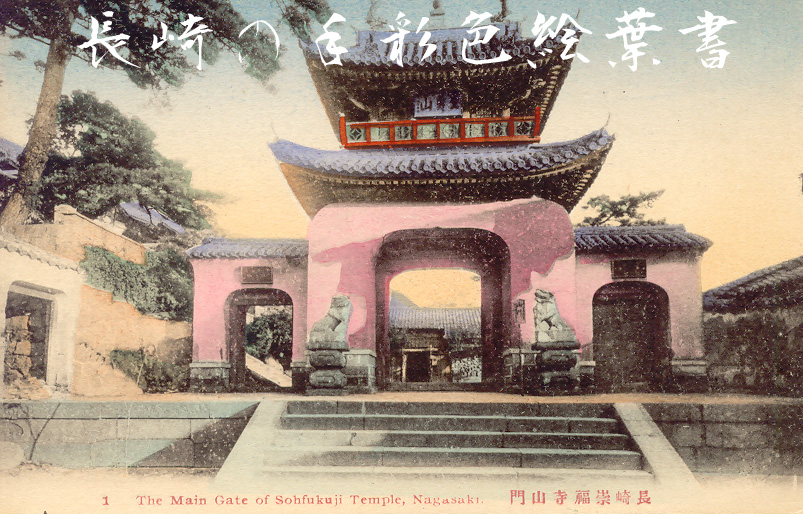
Porta (era Taishō).
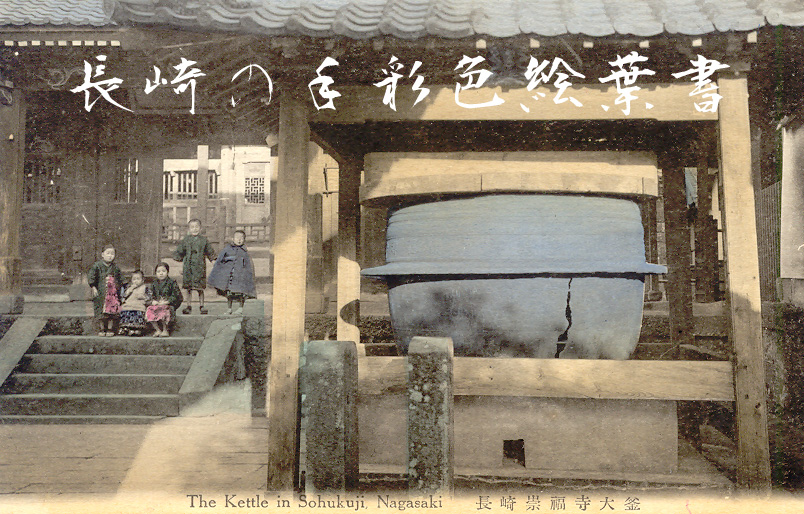
Grande calderone (era Taishō).
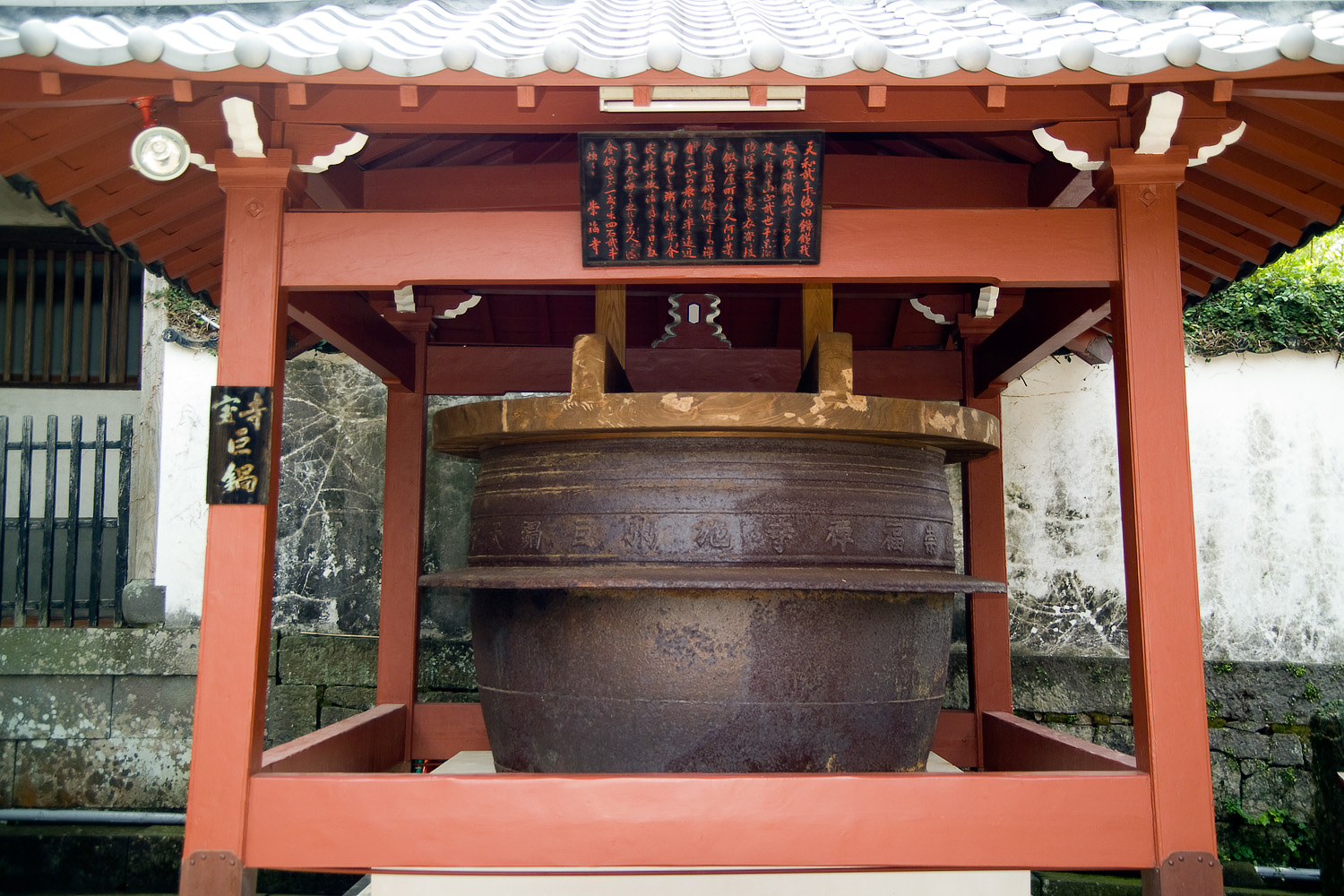
Grande calderone.